# Jacob Winkler Prins
Jacob Winkler Prins (Tjalleberd, 5 februari 1849 - Atlantische Oceaan, 25 november 1904), die zich in zijn vroege werk bediende van het pseudoniem Kaspar Brandt, was een Nederlandse dichter, prozaschrijver en kunstschilder.

## Leven en werk
Hij was de zoon van Anthony Winkler Prins, de samensteller van de Winkler Prins Encyclopedie, die predikant was in Tjalleberd. In 1850 verhuisde het gezin naar Veendam, waar Jacob opgroeide en het gymnasium volgde. Na enige jaren studie klassieke talen aan de Universiteit Utrecht trok hij zonder diploma omstreeks 1870 naar Parijs, waar hij begon te schilderen. Na een periode in Derbyshire in het Verenigd Koninkrijk, waar hij leraar was, woonde hij ruim 25 jaar in Lieren bij Beekbergen. In 1873 trouwde hij in Hoenderloo met Maria Louisa Eleonora Mathilda Frackers, die directrice was van een meisjesschool. Op de Veluwe hield hij zich bezig met heide-ontginning om bloemen en planten te kunnen kweken, zijn grote liefhebberij. 
Winkler Prins schreef realistische natuurpoëzie, geïnspireerd door Shelley, en combineerde die met landschapsschilderkunst. Deze auteur-schilder, voor wie Willem Kloos waardering had, kan beschouwd worden als een autonome voorloper van de Tachtigers. Hij schreef ook romans en novellen. Daarnaast publiceerde hij letterkundige artikelen in diverse tijdschriften, waaronder De Gids en De Nieuwe Gids. 
Een jaar na de dood van zijn echtgenote in 1901 verhuisde hij naar Voorburg. Hij maakte in 1904 een reis naar de Verenigde Staten. Op 13 november scheepte hij zich in New York in voor de terugreis aan boord van het stoomschip Saint Andrew, dat op 29 november aanlegde in de haven van Antwerpen, maar zonder hem. Hij had een zeemansgraf gekregen in de Keltische Zee op 50° NB en 8° WL. Wat er precies was gebeurd is nooit duidelijk geworden. Het gerucht dat Winkler Prins na een gevecht met een stokersknecht zou zijn gestorven is nooit bevestigd, doordat het scheepsjournaal van de Saint Andrew spoorloos was.

## Werkenlijst
Onder het pseudoniem Kaspar Brandt
- De ondermeester van Aewerd (roman), 2 delen), 1872
- De armband uit Japan (roman), 1876

Onder eigen naam
- Ouders en kinderen (verhalen, 2 delen), 1877
- Het koningskind (verhalen, 2 delen), 1878
- Sonnetten, 1885
- Zonder sonnetten. Nieuwe gedichten, 1886
- Liefde's erinnering. Nieuwe gedichten en zangen, 1887
- Wat wij willen, 1891
- Tonnegoud en zoon, 1899
- 't Is Beatrijs (gedichten), postuum uitgegeven 1919
- Verzamelde gedichten, van een inleiding voorzien door Joannes Reddingius, Nederlandsche Bibliotheek der Maatschappij voor Goede en Goedkoope Lectuur, Amsterdam, z.j. [1910], 2e druk 1929. Zie digitale versie.